# Jake Kasdan
Pour les articles homonymes, voir Kasdan.
Jacob « Jake » Kasdan, né le 28 octobre 1974 à Détroit, est un réalisateur et producteur américain. Il est le fils du réalisateur Lawrence Kasdan.

## Biographie
Jake Kasdan le fils de Meg (née Goldman) et Lawrence Kasdan ; sa famille est juive. Son frère cadet Jon Kasdan travaille lui aussi dans la télévision et le cinéma, comme acteur et scénariste. Jake Kasdan est marié à la chanteuse Inara George du duo musical The Bird and the Bee.

### Débuts et révélation
Il est révélé en 1998 en écrivant et réalisant la comédie dramatique La Méthode zéro, avec Ben Stiller et Bill Pullman. Il rejoint l'année suivante l'équipe d'une nouvelle série télévisée produite par un collaborateur de Stiller, Judd Apatow. Freaks and Geeks raconte la vie d'adolescents d'un lycée américain de banlieue, et lui permet de mettre en scène plusieurs épisodes de la première et unique saison. La série est en effet arrêtée, faute d'audiences, et malgré des critiques enthousiastes.
Kasdan réalise la même année des épisodes de deux autres comédies potaches centrées sur de jeunes adultes, Grosse Pointe et Les Années campus, qui sont également toutes deux annulées au bout d'une seule et courte saison, malgré des critiques positives.
En 2002, il retourne au cinéma pour réaliser la comédie dramatique Orange County, écrite par un scénariste de Freaks and Geeks. Parallèlement, il produit un pilote de série adaptée de La Méthode zéro, qui ne voit pas le jour.
En 2006, il écrit et réalise deux satires, toutes deux produites par Judd Apatow. : le téléfilm The TV Set, qui égratigne le monde de la télévision américaine, puis en 2007 le faux biopic Walk Hard.

### Confirmation commerciale
Après quelques années d'absence, 2011 marque un tournant : si son pilote de comédie pour le câble, intitulé Spring/Fall, avec Tea Leoni et Sigourney Weaver, qu'il avait déjà dirigé dans The TV Set n'est pas commandé, celui de la sitcom New Girl, avec Zooey Deschanel dans le rôle-titre, fait ses débuts en septembre. Le succès critique et commercial des aventures de cette bande de trentenaires urbains romantiques et attardés est appréciée par la critique, et est renouvelée, malgré des audiences faibles.
Par ailleurs, au cinéma, il réalise et produit Bad Teacher, comédie potache portée par Cameron Diaz dans le rôle-titre, et entourée de Justin Timberlake et Jason Segel, qui connaît un large succès commercial, malgré des critiques très mitigées.
Désormais jeune producteur-réalisateur reconnu, il multiplie les projets, essentiellement pour la télévision : mais en 2012, la sitcom Ben & Kate, avec Dakota Fanning et Nat Faxon, dont il réalise les premiers épisodes, est annulée au bout d'une saison raccourcie, faute d'audiences ; et en 2015, la comédie loufoque Weird Loners, voit sa commande d'épisodes réduite par la chaine FOX et diffusée dans l'indifférence générale avant l'été. En revanche, la sitcom familiale Fresh Off the Boat, qui l'éloigne pour la première fois des aventures de trentenaires urbains, convainc critiques et public, et connaît une seconde saison.
En revanche, au cinéma, sa cinquième réalisation, la comédie Sex Tape, qui marquait ses retrouvailles avec Cameron Diaz et Jason Segel, cette fois en jeune couple, est un échec critique cuisant de l'été 2014, et ne parvient pas à réitérer la prouesse commerciale de Bad Teacher.
Il accepte dès lors de plancher sur une suite de ce dernier film, tout en produisant d'autres sitcoms. Il officie ainsi en tant que producteur sur une nouveauté de la rentrée télévisuelle 2015, The Grinder, qui raconte les tumultueuses retrouvailles de deux frères, l'un star d'une série judiciaire et l'autre avocat.
Il met ensuite en scène Jumanji : Bienvenue dans la jungle, une suite de Jumanji, sortie en 2017 avec Dwayne Johnson. Il revient pour la suite, Jumanji: Next Level (2019).
Il retrouve Dwayne Johnson pour la comédie d'action Red One, sortie en 2024 sur Prime Video.

## Filmographie
Sauf indication contraire, les informations mentionnées dans cette section peuvent être confirmées par la base de données cinématographiques IMDb,  présente dans la section « Liens externes ».

### Réalisateur

#### Cinéma
- 1998 : La Méthode zéro (Zero Effect) (également scénariste)
- 2002 : Orange County
- 2006 : The TV Set (également scénariste)
- 2007 : Walk Hard: The Dewey Cox Story (également scénariste)
- 2011 : Bad Teacher
- 2014 : Sex Tape
- 2017 : Jumanji : Bienvenue dans la jungle (Jumanji: Welcome to the Jungle)
- 2019 : Jumanji: Next Level
- 2024 : Red One

#### Télévision
- 1999-2000 : Freaks and Geeks (série télévisée) - 5 épisodes
- 2000 : Grosse Pointe (série télévisée) - 2 épisodes
- 2001 : Les Années campus (Undeclared) (série télévisée) - 1 épisode
- 2002 : Zero Effect (téléfilm)
- 2008 : Californication (série télévisée) - 1 épisode
- 2011 : Spring/Fall (téléfilm)
- 2011-2013 : New Girl (série télévisée) - 7 épisodes
- 2012 : Ben and Kate (série télévisée) - 2 épisodes
- 2015 : Fresh Off the Boat (série télévisée) -
- 2015 : Weird Loners (série télévisée) - 2 épisodes
- 2015 : The Grinder (série télévisée) - 2 épisodes

### Producteur
- 1998 : La Méthode zéro (Zero Effect) de lui-même
- 1999-2000 : Freaks and Geeks (série télévisée) - 15 épisodes (producteur consultant)
- 2002 : Zero Effect (téléfilm) de lui-même (coproducteur délégué)
- 2006 : The TV Set de lui-même
- 2007 : Walk Hard: The Dewey Cox Story de lui-même
- 2008 : Shades of Ray de Jaffar Mahmood (producteur délégué)
- 2011 : Bad Teacher de lui-même (producteur délégué)
- 2011 : Friends with Kids de Jennifer Westfeldt
- 2011-présent : New Girl (série télévisée) (producteur délégué)
- 2012 : Ben and Kate (série télévisée) - 6 épisodes (producteur délégué)
- 2014 : Sex Tape de lui-même (producteur délégué)
- 2015 : Weird Loners (série télévisée) (producteur délégué)
- 2015-présent : Fresh Off the Boat (série télévisée) (producteur délégué)
- 2024 : Red One

### Acteur
- 1983 : Les Copains d'abord (The Big Chill) de Lawrence Kasdan : un petit garçon demandant un autographe
- 1985 : Silverado de Lawrence Kasdan : un garçon d'écurie
- 1988 : Voyageur malgré lui (The Accidental Tourist) de Lawrence Kasdan : Scott Canfield
- 1998 : La Méthode zéro (Zero Effect) de lui-même : employé de banque (voix, non crédité)
- 2008 : Shades of Ray de Jaffar Mahmood : un réalisateur